# Mossos d'Esquadra
Mossos d'Esquadra is een Catalaanse politiemacht.
Het is een autonoom politiekorps in Catalonië, net als Ertzaintza dat is in Baskenland. Het hoofdkwartier heet Complex Central Egara en staat in Sabadell.
De Mossos d'Esquadra werd in 1721 opgericht door Pere Anton Veciana (1682-1736). In 1983 werd besloten de eenheid om te zetten in een civiele politiedienst. Mossos d'Esquadra heeft tussen 1994 en 2008 geleidelijk de uitvoerende macht overgenomen van de Spaanse Policía Nacional en de Guardia Civil.

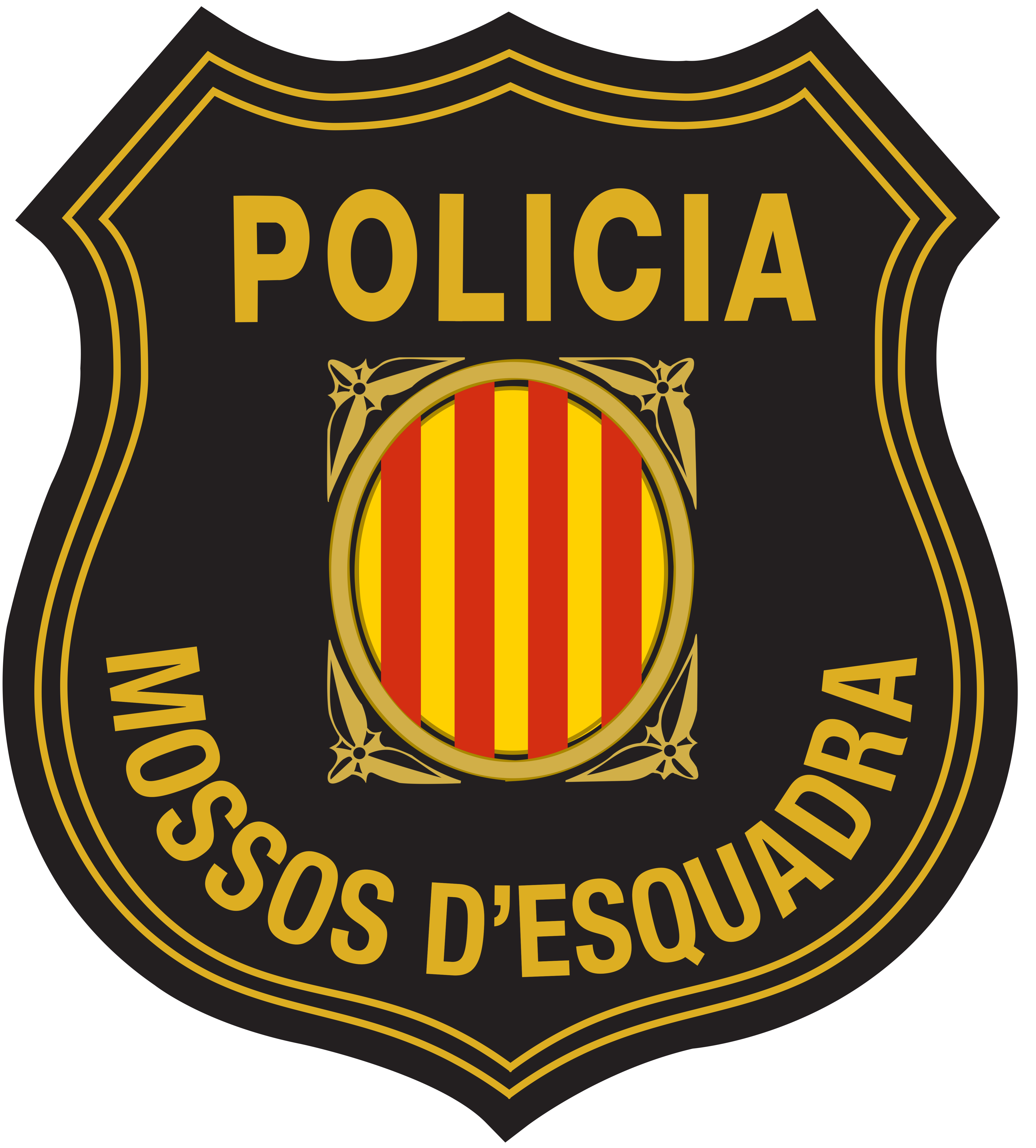
schild

In september 2017 is er strijd om het gezag over dit politiekorps dat uit ongeveer 17.000 agenten bestaat.

## Rangen
| Rang    | Agent Mosso  | Korporaal Caporal | Sergeant Sergent | Onderinspecteur Sotsinspector | Inspecteur Inspector | Hoofdinspecteur Intendent | Commissaris Comissari | Hoofdcommissaris Major |
| Epaulet | Geen epaulet |                   |                  |                               |                      |                           |                       |                        |

## Galerij

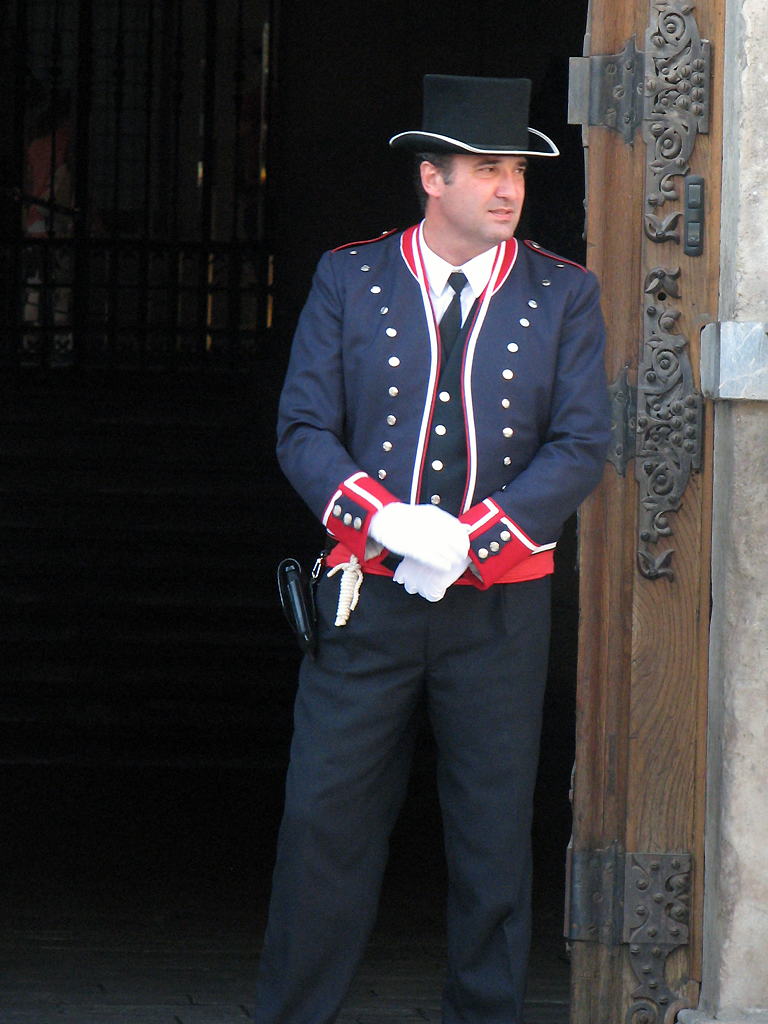
Mosso d'Esquadra in gala-uniform
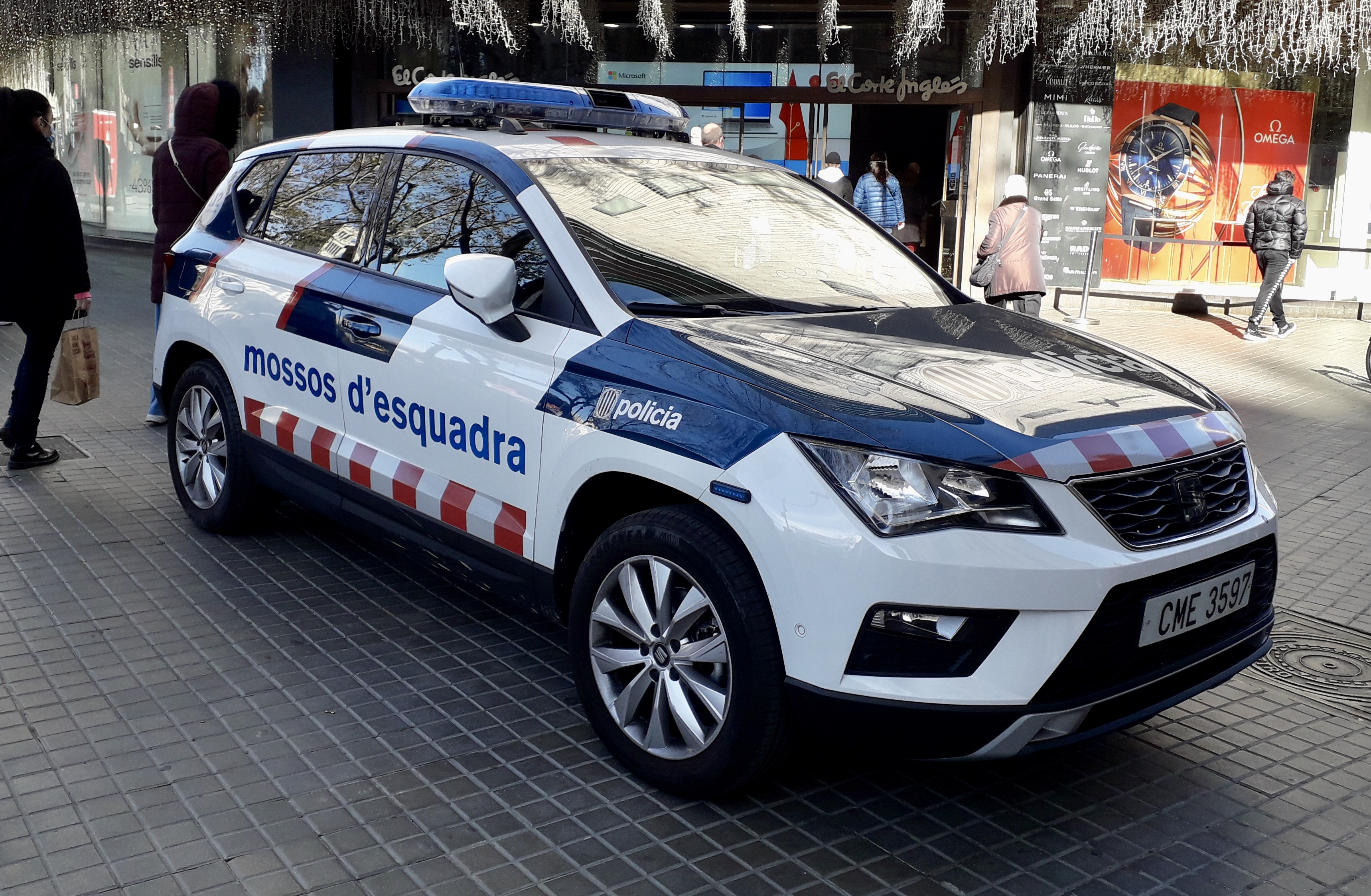
Patrouille auto
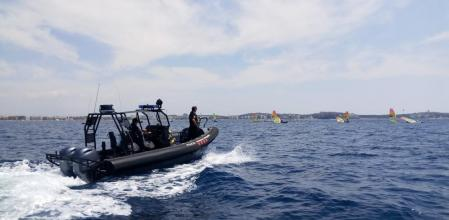
Maritieme Eenheid van Mossos d'Esquarda
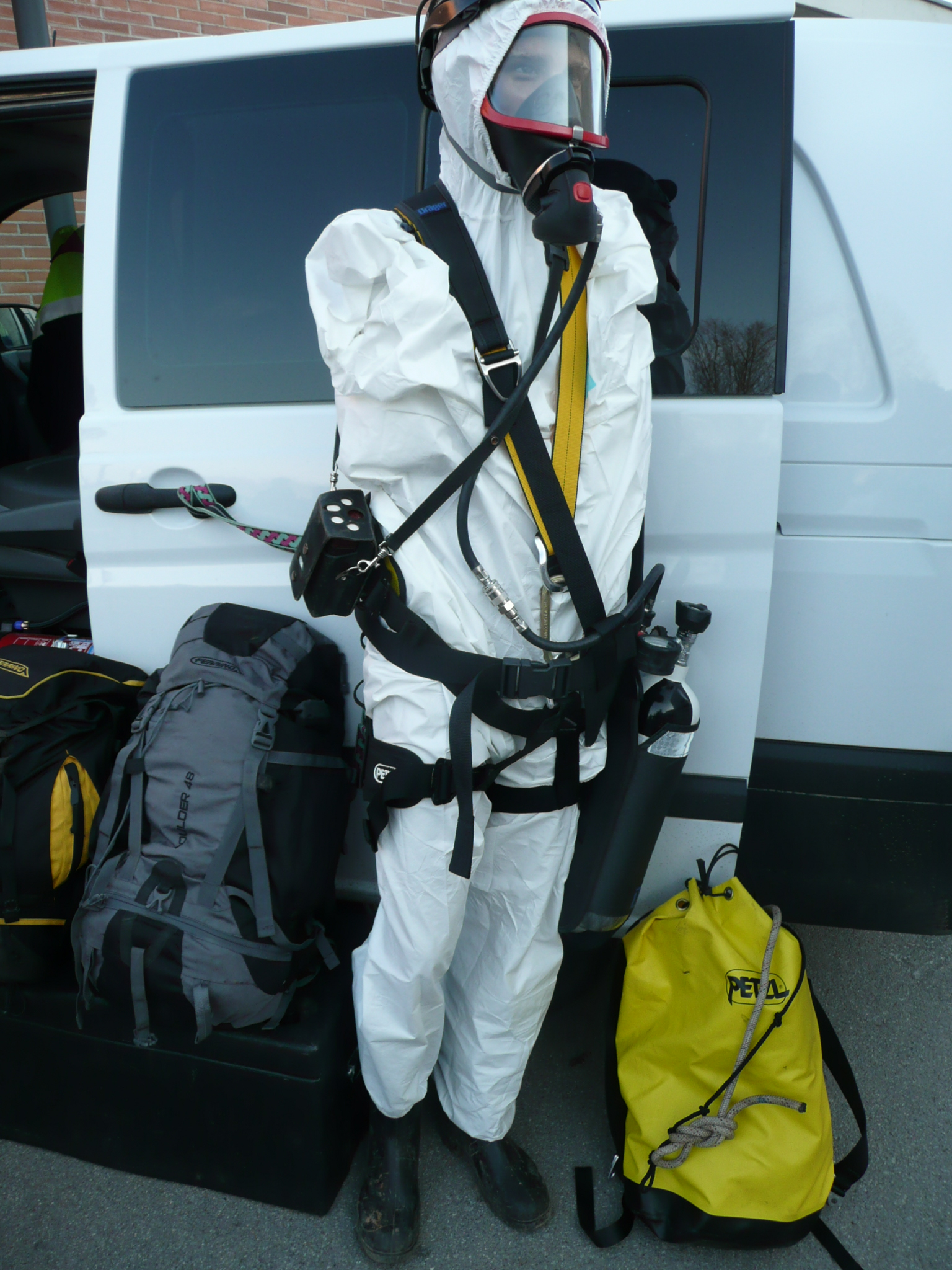
Rioolpak
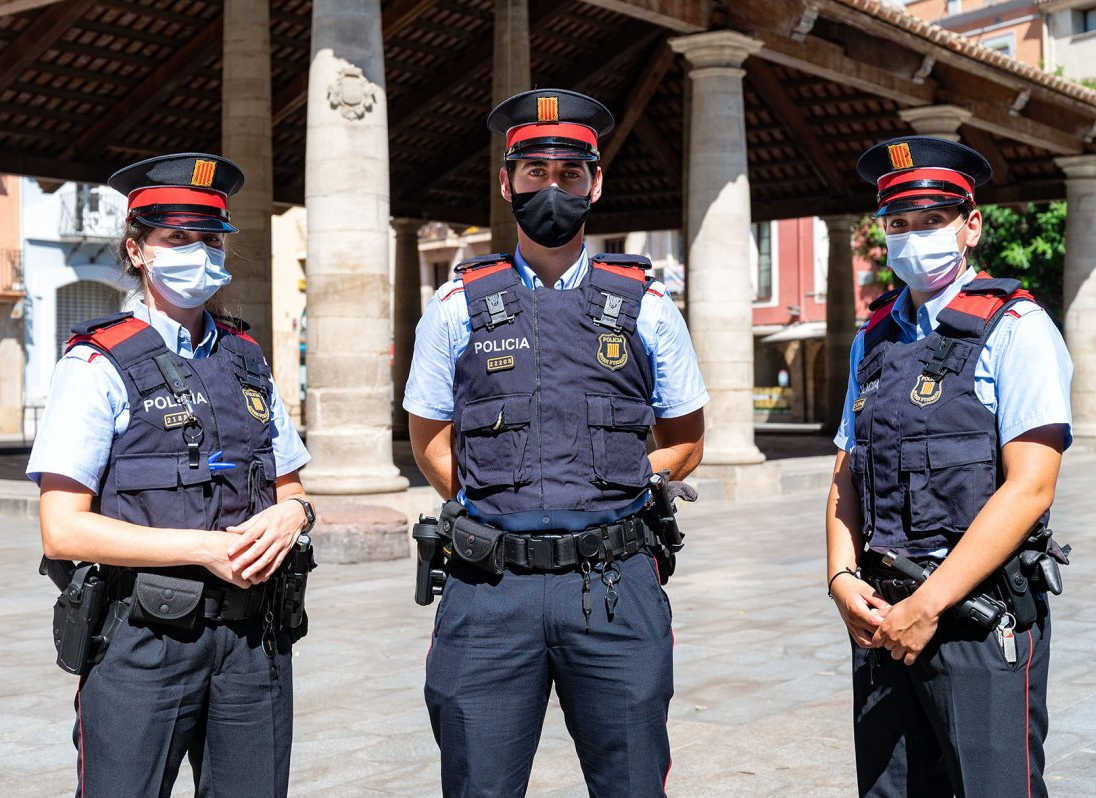
Mossos in reguliere werkkledij

## Externe link

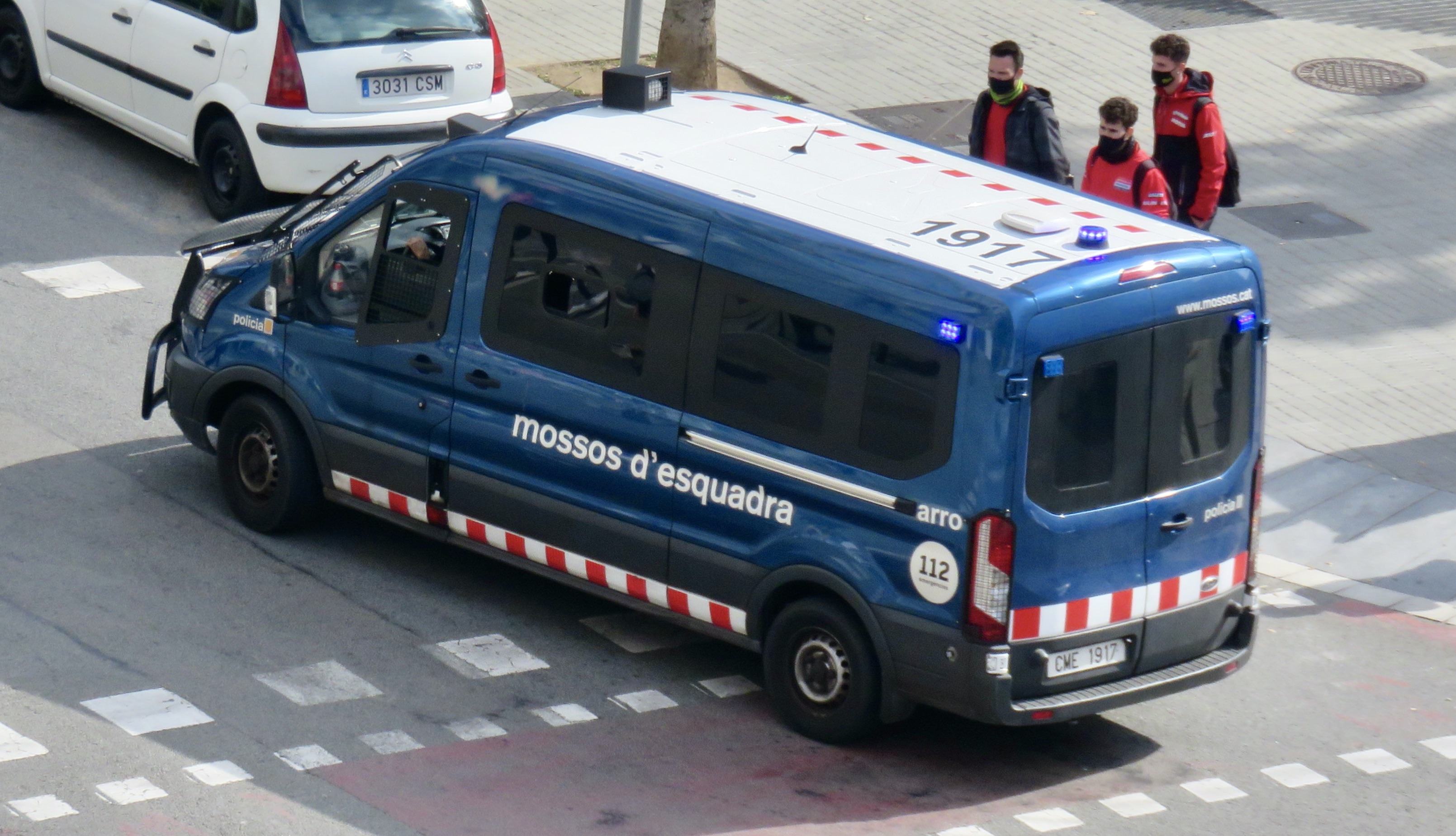
ARRO